# Ачинский округ (Сибирский край)
А́чинский о́круг — административно-территориальная единица Сибирского края, существовавшая в 1925—1930 годах.
Ачинский округ был образован 9 декабря 1925 года из Ачинского уезда Енисейской губернии и части Мариинского уезда Томской губернии. Центром округа назначен город Ачинск. Округ был разделён на 13 районов:
- Ачинский район. Центр — город Ачинск
- Берёзовский район. Центр — село Березовское
- Бирилюсский район. Центр — село Бирилюссы
- Боготольский район. Центр — город Боготол
- Больше-Улуйский район. Центр — село Больше-Улуй
- Итатский район. Центр — село Итат
- Козульский район. Центр — село Козульское
- Назаровский район. Центр — село Назаровское
- Сусловский район. Центр — село Суслово
- Тисульский район. Центр — село Тисуль
- Тюхтетский район. Центр — село Тюхтет
- Тяжинский район. Центр — село Тяжин
- Ужурский район. Центр — село Ужур

30 июля 1930 года Ачинский округ, как и большинство остальных округов СССР, был упразднён. Его районы отошли в прямое подчинение Западно-Сибирскому краю.
Население округа в 1926 году составляло 393,6 тыс. чел. Из них: русские — 79,4 %; белорусы — 7,7 %; украинцы — 4,0 %; татары — 1,9 %; поляки — 1,5 %.